# アリソン・シュミット
アリソン・シュミット（英: Allison Schmitt、1990年6月7日 - ）は、アメリカ合衆国の女子競泳選手。

## 経歴
ペンシルベニア州ピッツバーグ生まれのミシガン州キャントン育ち。キャントンチャーターアカデミー、キャントン高校を卒業した。高校時代、同州アナーバーのウォルヴェリンクラブでマイケル・フェルプスとともに水泳を習った。
2010年現在、ジョージア大学に在学しており、ブルドッグス水泳チームに所属している。2009年の全米大学体育協会（NCAA）選手権では500ヤード自由形で優勝し、全サウスイースタン・カンファレンス（SEC）一次チームとSEC新人チームに入ったほか、SECの「今年の新人女性」に選ばれた。

## 国際大会での成績
2007年に日本で開かれた大会で、シュミットは800m自由形リレーで4位、200m自由形で9位、400m自由形で11位、100m自由形で18位につけた。同年のジュニアパンパシフィック選手権では200mと100mの自由形で銅メダルを獲得した。
2008年の北京オリンピックでは4×200m自由形リレーチームの一人として銅メダルを獲得。個人の200m自由形では9位と、惜しくも決勝進出を逃した。
ローマで開かれた2009年世界水泳選手権には、200mと400mの自由形と4×200m自由形リレーの3種目に出場。400m予選では4分02秒80という二番目の記録を出したが、決勝では4分02秒51で4位だった。2種目めの200mでは、フェデリカ・ペレグリニが持つ世界記録に1秒98迫る1分54秒96を記録し、銀メダルを獲得、アメリカ記録も更新した。4×200mでも最終泳者として1分54秒21で泳ぎ切り、総合で7分42秒56と中国の7分42秒08に次ぐ銀メダルを獲得、アメリカ記録を更新した。